# Rada Wodzów Nauru
Rada Wodzów Nauru (ang. Nauru Council of Chiefs) – pierwszy organ władzy, który został powołany dla rdzennych mieszkańców Nauru. Istniała w latach 1927–1951. Poprzedniczka Lokalnej Rady Samorządowej i parlamentu.
Członkowie Rady Wodzów byli wybierani dożywotnio. Nie miała ona jednak zbyt wielu uprawnień; była tylko organem doradczym administratora wyspy, który nie zawsze traktował jej propozycje z należytą powagą. W związku z tym w latach 1948–1949 Rada Wodzów skierowała do Rady Powierniczej ONZ wniosek o zwiększenie jej uprawnień, twierdząc, że „rdzenni mieszkańcy wyspy nadal nie mają praw do tworzenia ogólnej polityki ustawodawczej i budżetowej”. Jednak ówczesny minister armii Australii, Cyril Chambers, przekonał radę do wycofania petycji.
W kwietniu 1950 roku Nauru odwiedzili przedstawiciele ONZ, którzy stwierdzili, że Rada Wodzów powinna mieć więcej uprawnień, w tym ustawodawczych i budżetowych. Zostało to zaakceptowane przez australijską administrację, która w dniu 20 sierpnia 1951 roku, wydała specjalnie rozporządzenie potwierdzające utworzenie Lokalnej Rady Samorządowej Nauru, co oznaczało zlikwidowanie Rady Wodzów.
W całej historii istnienia rady było dwóch przewodniczących. Pierwszym był Daimon, który pełnił tę funkcję od sierpnia 1927 roku do 21 października 1930 roku. Po wakacie jego obowiązki w 1931 roku przejął Timothy Detudamo, który był przewodniczącym do końca istnienia Rady Wodzów.
W 1927 roku Rada Wodzów składała się z 16 osób. W jej skład wchodzili wodzowie każdego dystryktu (14) oraz przewodniczący i wiceprzewodniczący. Jej skład przedstawiał się następująco:
- Przewodniczący Rady Wodzów – Daimon
- Wiceprzewodniczący Rady Wodzów – Timothy Detudamo

oraz wodzowie poszczególnych dystryktów (nazwiska):
- Aiwo – Dabe
- Anabar – Scotty
- Anetan – Denea
- Anibare – Deireragea
- Baiti – Amwano
- Boe – Deigareow
- Buada – Eobob
- Denigomodu – Tsiminita
- Ewa – Gaunibwe
- Ijuw – Mweija
- Meneng – Bop
- Nibok – Eoaio
- Uaboe – Dowaitsi
- Yaren – Akubor